# Gleipnir
|  | Dieser Artikel oder Abschnitt wurde wegen inhaltlicher Mängel auf der Qualitätssicherungsseite des Projekts Germanen eingetragen. Dies geschieht, um die Qualität der Artikel aus diesem Themengebiet auf ein akzeptables Niveau zu bringen. Bitte hilf mit, die Mängel dieses Artikels zu beseitigen, und beteilige dich an der Diskussion! |

Gleipnir (altnord. "die Offene") ist in der nordischen Mythologie ein magischer Faden, der von Zwergen gefertigt wurde, um den Fenriswolf – Lokis Sohn – an einen Felsen zu ketten.
Um Fenris unter ihrer Kontrolle zu haben, erzogen die Götter den Wolf bei sich. Nur Tyr hatte den Mut, zu ihm zu gehen und ihn zu füttern. Als die Götter sahen, wie sehr er jeden Tag wuchs, und alle Vorhersagen meldeten, dass er zu ihrem Verderben bestimmt sei, fassten die Asen den Beschluss, eine sehr starke Fessel zu machen, welche sie Laedingr (Läding) nannten. Aber als der Wolf sich das erste Mal streckte, brach das Band und er war wieder frei.
Darauf machten die Asen eine andere noch stärkere Fessel, die sie Drómi (Droma) nannten. Fenris schüttelte und reckte sich und schlug das Band auf den Boden, dass die Stücke weit davonflogen. So kam er auch von Drómi los.
Die Asen befürchteten, dass sie den Wolf nicht binden könnten. Da schickte Odin den Jüngling Skirnir zu einigen Zwergen in Schwarzalbenheim und ließ das Band Gleipnir anfertigen. Es war aus sechserlei Dingen gemacht, die es in der Menschenwelt nicht gibt: aus dem Schall des Katzentritts, dem Bart der Weiber, den Wurzeln der Berge, den Sehnen der Bären, der Stimme der Fische und dem Speichel der Vögel. Das Band war schlicht und weich wie eine Seidenschnur. Als man es den Asen brachte, dankten sie dem Boten und fuhren dann auf die Insel Lyngwi im See Amswartnir, riefen den Wolf herbei, zeigten ihm das Seidenband und baten ihn es zu zerreißen. Aber der Fenriswolf ließ sich das Band erst umlegen, als Tyr ihm seine Hand ins Maul legte, als Pfand gegen einen möglichen Betrugsversuch der Götter. Und als Fenris sich reckte, da erhärtete sich das Band, und je mehr er sich anstrengte, desto stärker wurde es. Als die Asen sahen, dass der Wolf sich nicht befreien konnte, da lachten alle außer Tyr, denn er verlor seine Hand. Befreien kann sich der Fenriswolf erst zu Ragnarök, wenn die Prophezeiungen sich erfüllen, und er schließlich gegen Odin in den Kampf zieht, um ihn zu töten (vgl. Gylf 25 und 34).